# KLM Asia
KLM Asia is een dochtermaatschappij van de KLM, die in 1995 werd opgericht met het doel vluchten naar Taipei op Taiwan te kunnen beginnen.

## Geschiedenis
In 1995 gaf de Volksrepubliek China geen landingstoestemming aan luchtvaartmaatschappijen die ook op Taiwan vlogen, dat zij als een deel van China beschouwen. Om dit probleem te omzeilen, vestigde KLM een dochtermaatschappij geregistreerd in Taiwan die de vluchten naar Taipei uitvoert. De vliegtuigen van KLM Asia zijn geschilderd in de kleuren van de moedermaatschappij en dragen de naam "KLM Asia". Hoewel ze het KLM-logo voeren, ontbreekt het kroontje.
Door deze juridische constructie kan de KLM de Chinese autoriteiten te vriend houden door te beweren dat het niet zelf naar Taiwan vliegt. Dezelfde constructie wordt ook toegepast door maatschappijen van andere landen, zoals British Asia Airways, Air France Asia, Japan Asia Airways (dochter van Japan Airlines International) en Swissair Asia.

## Vloot
KLM Asia vliegt momenteel (2019) met 7 Boeing 777-200ER's (320 stoelen). KLM heeft ook een Boeing 777-300ER toestel in KLM Asia kleuren (381 stoelen). Deze toestellen worden ook gebruikt voor vluchten naar andere bestemmingen, omdat KLM voor een normale dienstregeling maar twee toestellen nodig heeft voor de vluchten naar Taipei. De KLM Asia toestellen worden dus willekeurig door het netwerk gebruikt, ook op vluchten naar bestemmingen in China. 
| Registratie | Type toestel | In dienst (als KLM) | Naam van het vliegtuig    |
| ----------- | ------------ | ------------------- | ------------------------- |
| PH-BQF      | B777-200ER   | 2004                | Ferrara City              |
| PH-BQH      | B777-200ER   | 2004                | Hadrian's Wall            |
| PH-BQI      | B777-200ER   | 2004                | Iguazú falls              |
| PH-BQK      | B777-200ER   | 2005                | Mount Kilimanjaro         |
| PH-BQL      | B777-200ER   | 2006                | Litomyšl Castle           |
| PH-BQM      | B777-200ER   | 2006                | Machu Picchu              |
| PH-BQN      | B777-200ER   | 2006                | Nahanni National Park     |
| PH-BVB      | B777-300ER   | 2008                | Fulufjället National Park |

Alle Boeings vlogen eerst onder de naam KLM.